# لونی مواران
لونی مواران (به انگلیسی: Luni Mawaran) یک شهر در پاکستان است که در اسلام‌آباد واقع شده‌است. لونی مواران ۵۹٬۶۲۰ نفر جمعیت دارد و ۵۳۸ متر بالاتر از سطح دریا واقع شده‌است.